# Rays de Tampa Bay
 Saison 2025 des Rays de Tampa Bay
Les Rays de Tampa Bay (Tampa Bay Rays en anglais) sont une franchise de baseball de la Ligue majeure de baseball situé à St. Petersburg (Floride). Ils évoluent dans la division Est de la Ligue américaine. La franchise est nommée Tampa Bay Devil Rays à sa création en 1998 puis adopte le nom Tampa Bay Rays le 8 novembre 2007.
Risée des majeures à leurs 10 premières saisons, les Rays restaient la seule franchise existante de la MLB à n'avoir jamais pris part aux séries éliminatoires jusqu'en 2008. 
Avec un effectif jeune et talentueux, ils terminent premiers de leur division, puis se qualifient pour la Série mondiale, où ils s'inclinent face à Philadelphie. Depuis, malgré l'un des marchés de baseball les moins favorables du circuit, les Rays se distinguent par la gestion rigoureuse de leurs ressources et leur efficacité dans le scouting et le développement de joueurs de ligues mineures. 
Dirigés par Joe Maddon de 2006 à 2014, ils demeurent compétitifs depuis ce premier aperçu du titre avec 6 saisons gagnantes, deux titres de division, un titre de ligue et 4 participations aux séries éliminatoires entre 2008 et 2013.

## Palmarès
- Champion de la Série mondiale (World Series) : jamais.
- Champion de la ligue américaine : 2008, 2020.
- Titre de division (3) : 2008, 2010, 2020, 2021.
- Meilleur deuxième (3) : 2011, 2013, 2019.

## Histoire

### Devil Rays (1998-2007)
La franchise commence la compétition en 1998 sous le nom des Devil Rays de Tampa Bay. Lors de la draft d'expansion du 7 novembre 1997, le premier joueur choisi par la franchise est Tony Saunders des Marlins de la Floride. La future star Bobby Abreu est également repêchée, mais il est échangé aux Phillies de Philadelphie contre Kevin Stocker, qui sera décevant chez les Devil Rays. Avant le début de la saison 1998, Wade Boggs, Fred McGriff et Wilson Alvarez signent également à Tampa.
Les Devil Rays disputent leur première rencontre le 31 mars 1998 face aux Tigers de Détroit au Tropicana Field devant 45 369 spectateurs. Wilson Alvarez effectue le premier lancer et Wade Boggs frappe le premier coup de circuit de l'histoire des Devil Rays, mais Tampa Bay s'inclinent 11-6. Après 19 matches, l'équipe compte 11 victoires pour 8 défaites. Les résultats sont ensuite moins brillants pour terminer la saison inaugurale avec 63 victoires pour 99 défaites et la dernière place de la division Est de la Ligue américaine.

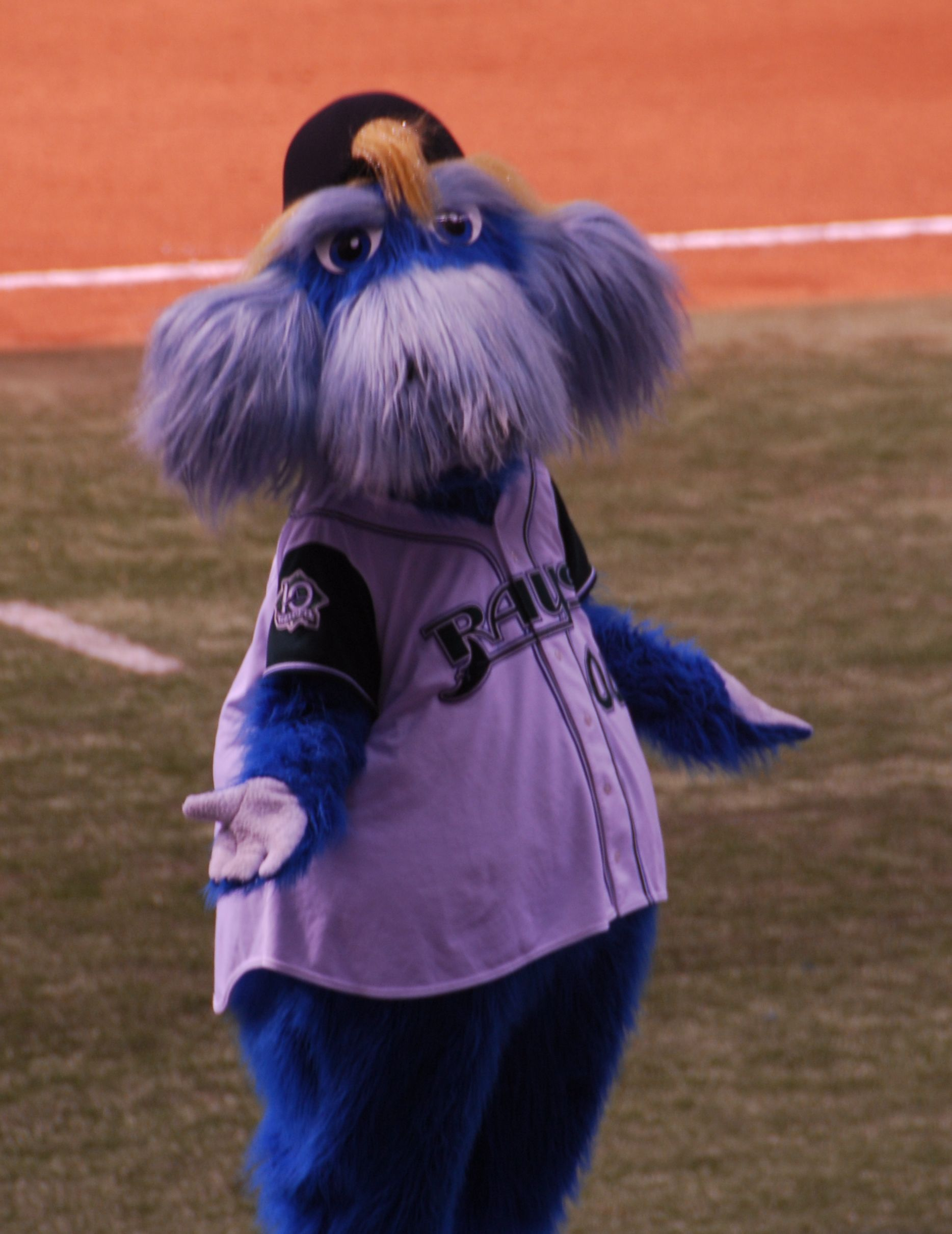
Raymond, la mascotte des Rays.

José Canseco vient renforcer l'effectif pour la saison 1999, mais les résultats restent décevants avec 69 victoires pour 93 défaites. Depuis ses débuts, la franchise n'a jamais signé de saisons comptant plus de victoires que de défaites. Les meilleurs résultats sont enregistrés en 2004 avec 70 victoires pour 91 défaites avec la quatrième place en AL Est. De telles performances n'attirent pas les spectateurs au stade. Après la première saison où la moyenne de spectateurs par match est de 30 942, les travées du Tropicana Field n'accueillent ensuite que de 13 000 à 19 000 spectateurs par match selon les saisons ; 17 131 en 2007.

### Rays (depuis 2008)
Le 8 novembre 2007, la franchise annonce son changement de nom et devient les Rays de Tampa Bay. Au lendemain de cette annonce, les dirigeants de la franchise révèlent un projet de construction d'un nouveau stade de 35 000 places. L'ouverture de cette nouvelle enceinte toujours située à St. Petersburg (Floride) est prévue en 2012.
Comme ce fut déjà le cas en 2007, les Rays disputent trois matches à domicile à Orlando au Champion Stadium du Disney's Wide World of Sports Complex du 22 au 24 avril 2008 face aux Blue Jays de Toronto.
Les Rays ont connu en 2008 la première saison gagnante de l'histoire de la franchise, remportant leur premier championnat de division et participant aux séries éliminatoires pour la première fois. Le 6 octobre, ils remportent une première série d'après-saison en éliminant les White Sox de Chicago en Série de division, pour accéder à la Série de championnat de la Ligue américaine. Vainqueurs sur les Red Sox de Boston, ils remportent leur premier titre de la Ligue américaine mais s'inclinent en Série mondiale 2008 devant les Phillies de Philadelphie.
Suivant leur saison 2008, les Rays demeurent compétitifs avec des fiches gagnantes chaque année, un titre de la division Est en 2010, et des participations aux éliminatoires en 2010, 2011 et 2013. Ils sont cependant chaque fois incapables de dépasser l'étape de la Série de divisions.
Sur le plan individuel, Joe Maddon est élu entraineur de l'année en Ligue américaine lors des saisons 2008 et 2011. En 2012, David Price remporte le trophée Cy Young du meilleur lanceur de l'Américaine. Les Rays s'assurent des services de leur joueur de troisième but vedette Evan Longoria pour de nombreuses saisons lorsque celui-ci signe en 2012 une prolongation de contrat qui le lie à la franchise jusqu'en 2022. Trois fois en six ans un jeune joueur des Rays est récompensé du titre de la recrue de l'année de la Ligue américaine : Longoria en 2008, Jeremy Hellickson en 2011 et Wil Myers en 2013.
La franchise entame une période de reconstruction après son échec en finale de la Ligue Américaine en 2013. Maddon la quitte à la fin de 2014, sur un bilan global de 754 victoires et 705 défaites. 
Son successeur est l'ancien joueur Kevin Cash, qui devient par la même le plus jeune entraineur de la MLB. Assisté par un nouveau directeur sportif, Erik Neander, à partir de 2017, Cash permit à la franchise de retrouver les séries en 2019, après ne pas avoir été qualifié malgré 90 victoires en 2018.
La saison 2020, raccourcie à 60 matchs par la pandémie de COVID, vit les Rays remporter leur division, battre les Yankees puis les Astros pour affronter en Série mondiale les Dodgers, qui les battirent 4-2. 
Les Rays continuèrent de se qualifier pour l'après-saison les années suivantes, sans aller aussi loin, défait en 2021 en série de division par Boston et en 2022 en wild card par Cleveland.

## Saison par saison
| Saison | Saison régulière | Saison régulière | Saison régulière | Saison régulière | Saison régulière | Saison régulière | Manager                                   | Séries éliminatoires                                                        |
| Saison | Class.           | Vic.             | Déf.             | %Vic.            | Spectateurs      | Moyenne          | Manager                                   | Séries éliminatoires                                                        |
| 1998   | 5e AL Est        | 63               | 99               | 0,388            | 2 506 293        | 30 942           | Larry Rothschild                          |                                                                             |
| 1999   | 5e AL Est        | 69               | 93               | 0,425            | 1 562 827        | 19 294           | Larry Rothschild                          |                                                                             |
| 2000   | 5e AL Est        | 69               | 92               | 0,428            | 1 449 673        | 18 121           | Larry Rothschild                          |                                                                             |
| 2001   | 5e AL Est        | 62               | 100              | 0,382            | 1 298 365        | 16 029           | Larry Rothschild (4-10) Hal McRae (58-90) |                                                                             |
| 2002   | 5e AL Est        | 55               | 106              | 0,341            | 1 065 742        | 13 157           | Hal McRae                                 |                                                                             |
| 2003   | 5e AL Est        | 63               | 99               | 0,388            | 1 058 695        | 13 070           | Lou Piniella                              |                                                                             |
| 2004   | 4e AL Est        | 70               | 91               | 0,434            | 1 274 911        | 15 936           | Lou Piniella                              |                                                                             |
| 2005   | 5e AL Est        | 67               | 95               | 0,413            | 1 141 669        | 14 095           | Lou Piniella                              |                                                                             |
| 2006   | 5e AL Est        | 61               | 101              | 0,376            | 1 368 950        | 16 901           | Joe Maddon                                |                                                                             |
| 2007   | 5e AL Est        | 66               | 96               | 0,407            | 1 387 603        | 17 131           | Joe Maddon                                |                                                                             |
| 2008   | 1er AL Est       | 97               | 65               | 0,599            | 1 811 986        | 22 370           | Joe Maddon                                | White Sox de Chicago 3-1 Red Sox de Boston 4-3 Phillies de Philadelphie 1-4 |
| 2009   | 3e AL Est        | 85               | 77               | 0,519            | 1 874 962        | 23 147           | Joe Maddon                                |                                                                             |
| 2010   | 1er AL Est       | 96               | 66               | 0,593            | 1 864 999        | 23 025           | Joe Maddon                                | Rangers du Texas 2-3                                                        |
| 2011   | 2e AL Est        | 91               | 71               | 0,562            | 1 529 188        | 18 879           | Joe Maddon                                | Rangers du Texas 1-3                                                        |
| 2012   | 3e AL Est        | 90               | 72               | 0,556            | 1 559 681        | 19 255           | Joe Maddon                                |                                                                             |
| 2013   | 2e AL Est        | 92               | 71               | 0,564            | 1 510 300        | 18 646           | Joe Maddon                                | Indians de Cleveland 1-0 Red Sox de Boston 1-3                              |
| 2014   | 4e AL Est        | 77               | 85               | 0,475            | 1 446 464        | 17 858           | Joe Maddon                                |                                                                             |
| 2015   | 4e AL Est        | 80               | 82               | 0,494            | 1 287 054        | 15 890           | Kevin Cash                                |                                                                             |
| 2016   | 5e AL Est        | 68               | 94               | 0,420            | 1 286 163        | 15 879           | Kevin Cash                                |                                                                             |
| 2017   | 3e AL Est        | 80               | 82               | 0,494            | 1 253 619        | 15 477           | Kevin Cash                                |                                                                             |
| 2018   | 3e AL Est        | 90               | 72               | 0,556            | 1 154 973        | 14 259           | Kevin Cash                                |                                                                             |
| Totaux | Totaux           | 1590             | 1810             | 0,468            | 19 666 675       | 18 712           |                                           | 13 vic., 14 déf.                                                            |

## Effectif actuel
|  |  |  |  |  |

## Trophées et honneurs individuels

### Rays au Temple de la renommée
Aucun joueur n'est présent au Temple de la renommée du baseball en tant que Rays. Le troisième base Wade Boggs a effectué un bref passage à Tampa.

### Numéros retirés
- 12. Wade Boggs, joueur de troisième base (1998-1999)
- 42. Jackie Robinson, retiré par la MLB

### Autres trophées et honneurs
| Trophée Cy Young (depuis 1956) : - David Price (2012) - Blake Snell (2018) Manager de l'année (depuis 1983) : - Joe Maddon (2008 et 2011) - Kevin Cash (2020) |  | Recrue de l'année (depuis 1947) : - Evan Longoria (2008) - Jeremy Hellickson (2011) - Wil Myers (2013) |

## Les Rays dans la culture populaire
Le film Rêve de champion (The Rookie), sorti en 2002, est basé sur l'histoire du lanceur Jim Morris (Dennis Quaid) qui officie chez les Devil Rays en 1998 et 1999.

## Les Rays et les médias
Les matchs des Rays sont retransmis par la station de radio WHNZ. Les commentaires sont assurés par Dave Wills et Andy Freed depuis 2005. Avant cette date, Paul Olden et Charlie Slowes opéraient sur WFLA.
Les retransmissions télévisées sont majoritairement assurées par FSN Floride. D'autres stations reprennent les matches au niveau local : WXPX à Tampa, WOPX à Orlando, WPXC à Jacksonville, WCTV-DT2 à Tallahassee, WMYG-LP à Gainesville, WBQP-LP à Pensacola et WBIF à Panama.

## Affiliations enligues mineures
| Niveau | Franchise                 | Ligue                   | Ville          | État                   | Affilié depuis |
| ------ | ------------------------- | ----------------------- | -------------- | ---------------------- | -------------- |
| AAA    | Bulls de Durham           | Ligue internationale    | Durham         | Caroline du Nord       | 1998           |
| AA     | Biscuits de Montgomery    | Eastern League          | Montgomery     | Alabama                | 1999           |
| A+     | Hot Rods de Bowling Green | South Atlantic League   | Bowling Green  | Kentucky               | 2009           |
| A-     | RiverDogs de Charleston   | Carolina League         | Charleston     | Caroline du Sud        | 2021           |
| Rookie | FCL Rays                  | Florida Complex League  | Port Charlotte | Floride                | 1996           |
| Rookie | DSL Rays 1                | Dominican Summer League | Boca Chica     | République dominicaine | 1998           |
| Rookie | DSL Rays 2                | Dominican Summer League | Boca Chica     | République dominicaine | 2016           |